# Historia UD Salamanca, Años 1920

## Temporada 1923-1924
- 9 de febrero de 1923: Nació el 9 de febrero de 1923 como Unión Deportiva Española, siendo su presidente y fundador el alcalde Federico Anaya Simón. La fecha citada de creación de la UDE fue registrada en el Gobierno Civil de Salamanca, como así consta en la página 23 del Libro de Registro de Asociaciones, signado con el número 4.045, que existe en el Archivo de la ciudad.

Se acuerda comprar los terrenos de El Calvario por un valor de 70.000 pesetas (420 € aproximadamente) para crear allí el campo de fútbol y se establece la cuota de socios en 5 pesetas.
El 8 de marzo de 1923 se compra la finca El Calvario y el 5 de abril de 1923 se inaugura el nuevo campo de juego, acto al que concurrieron varios cientos de socios, entre los que figuraban bellas señoritas que, con su presencia, daban la nota simpática y atrayente. Hubo una tirada de pichón y a continuación se organizó un baile animadísimo, que duró hasta las siete y media de la tarde.
El día 1 de mayo de 1923 se produjo la inauguración del campo de juego con un encuentro internacional, ante el Sport Salgueiros portugués, jugando otro más al día siguiente.
En el primer campeonato en el que participa, la UDE se proclama campeona de la región, su primer título. Después tarda demasiado en salir del pozo de los campeonatos regionales, hasta que en la temporada 35-36 asciende a la Segunda División.
- 1 de mayo de 1923: primer partido de la U.D. Española en el Calvario contra el Salgueiros de Oporto. El partido acabó 4-4 y hubo una gran afluencia de público.
- Jacinto Elena es nombrado presidente antes de empezar la competición en el Campeonato Regional Leonés, jugado contra la Cultural Zamorana y la Cultural Leonesa.
- 26 de mayo de 1924: la Federación Regional Castellano Leonesa de Clubs de Football proclama campeona regional a la Unión Deportiva Española.

## Temporada 1924-1925
- El Campeonato Regional lo componen los vallisoletanos Real Unión Deportiva y Club Deportivo Español, la Cultural Leonesa y la Cultural Zamorana, que tuvo que abandonar la competición.
- La Federación sancionó al club por alineación indebida de Fernández con una multa de 1600 pesetas (9.6 € aproximadamente) y con la suspensión del jugador. Todo esto llevó a que el equipo se negara a jugar el resto del campeonato.
- Enero de 1925: el equipo llegó a un acuerdo con la Federación y reanudó la competición, acabando una mala temporada y salvando la categoría gracias a ganar la promoción.
- Huberto Sánchez-Tabernero fue proclamado presidente en enero.

## Temporada 1925-1926
- 15 de mayo de 1925: aparece en la ciudad otro equipo, el Stadium Luises, cuya sede se encontraba en la Calzada de Toro.
- Tras varios refuerzos y gracias al juego del equipo y el ánimo de la afición, el Calvario se convirtió en un fortín. Esa conexión con la afición se vio reflejada con el desplazamiento masivo de aficionados a Valladolid, para presentar el encuentro contra la Real Unión Deportiva.
- El Stadium Luises, ascendió al Campeonato Regional en su primer año de existencia.

## Temporada 1926-1927
- Tuvo lugar el primer partido oficial entre los dos equipos charros en el Campeonato Regional. El partido lo ganó el Stadium, aunque no pudo concluirse el encuentro por invasión de campo.
- La U.D. Española hace una temporada irregular quedando 3º y pasando apuros para conservar la categoría.
- Por problemas económicos se creó una cuota extraordinaria para realizar las remodelaciones necesarias en el Calvario.

## Temporada 1927-1928
- Se realizan obras en el Calvario. Se alarga el campo y se crea una zona de tribuna con asientos para 250 personas.
- A final de temporada se disuelve el Stadium Luises. El último partido que enfrentó a ambos conjuntos fue un claro 10-0 a favor de la Unión Deportiva Española.
- El equipo quedó 5º en el Campeonato Regional, con lo que empezó a notarse desinterés y desilusión por parte de la afición.

## Temporada 1928-1929
- A lo largo de la temporada se acentúa la crisis deportiva, social y económica.
- Rafael González Cobos es nombrado nuevo presidente.
- El equipo pierde un partido contra la Ferroviaria de Valladolid por 1-0 por no llegar al campo debido a una avería del autobús.
- El equipo queda 4º, acabando penúltimo clasificado al ganar sólo un partido de los ocho que jugaron.

## Temporada 1929-1930
- El equipo toca fondo por los problemas deportivos y económicos, y por una crisis entre directiva y jugadores. Un renovado equipo debía comenzar desde cero.
- En lo deportivo destaca el hecho de que la UDS se retiró del Campeonato Regional.
- El Deportivo Salmantino pasa a ser el mejor equipo charro y es el torneo cafeteril (antecedente directo del actual fútbol no federado) el que ocupa la actualidad futbolística de la ciudad.

| Predecesor: Fundada en 1923 | Historia de la Unión Deportiva Salamanca Años 1920 | Sucesor: Años 1930 |

- Datos: Q5898859